# Греция на летних Паралимпийских играх 2012
На церемонии открытия 14-х летних Паралимпийских игр знаменосцем команды Греции был пловец Христос Тамбаксис, на закрытии — Аристидис Макродимитрис.
Греция, в общей сложности, завоевала на Паралимпийских играх в Лондоне 12 олимпийских медалей - 1 золотую, 3 серебряные и 8 бронзовых, заняв 44 место в общем списке стран-участниц:
- Григорис Полихронидис[греч.], Николаос Пананос[греч.] и Мария-Элени Кордали – золотая медаль в соревнованиях по бочче[англ.] (смешанные пары) в категории BC3;
- Пасхалис Стафелакос - бронзовая медаль в метании шара (категория F40) и серебряная - в метании диска;
- Павлос Мамалос - бронзовая медаль в соревнованиях по тяжелой атлетике в весовой категории 90 килограммов;
- Манолис Стефанудакис – бронзовая медаль в метании копья (категории F54/55/56);
- Анфи Караянни – бронзовая медаль в прыжках в длину;
- Александра Димоглу – бронзовая медаль в беге на 400 метров (категория Τ13);
- Аристидис Макродимитрис - серебряная медаль в плавании на спине на дистанции 50 метров (категория S13) и 2 бронзовые: в плавании вольным стилем на дистанции в 50 и 100 метров (категория S2);
- Христос Тамбаксис – серебряная медаль в плавании на спине на дистанции 50 метров (категория S1);
- Хараламбос Тайганидис – бронзовая медаль в плавании на спине на дистанции 100 метров (категория S13).